# كيفالوجرافييرا
كيفالوجرافييرا (بالإنجليزية: Kefalograviera ) (باليونانية: Κεφαλογραβιέρα) هو جبن مائدة صلب ينتج تقليديًا من حليب الأغنام أو خليط من حليب الأغنام والماعز.

## بلد المنشأ
وفقًا لملف PDO لدى الاتحاد الأوروبي (انظر أدناه)، ينطبق الاسم فقط على الجبن المنتج في مقدونيا الغربية، و إبيروس، والوحدات الإقليمية في إيتوليا-أكارنانيا (بالإنجليزية: Aetolia-Acarnania)
و إفريتانيا.

## الوصف وطريقة الأكل
للجبن نكهة مالحة ورائحة غنية. غالبًا ما يستخدم في طبق يوناني يسمى ساجاناكي، مقطوعًا إلى قطع مثلثة، ملفوف في دقيق متبل ومقلية قليلاً. وهي جبنة ممتازة للبشر، وتستخدم على نطاق واسع كغطاء لأطباق المعكرونة. وفقًا لأحد كتب الطهي، «في أفضل حالاته، إنه جيد مثل رومانو أو أسياجو المسن أو أفضل منه.» إنه مشابه جدًا لجبن كيفالوتيري ويباع أحيانًا بهذا الاسم.
يوجد لجبنة كيفالوجرافييرا PDO 